# Дердерян, Мариана Сирват
Мариана Дердерян (арм. Մարիանա Դերդերյան, исп. Mariana Sirvat Derderián, род. 15 января 1980 г.) — чилийская актриса армянского происхождения.

## Биография
Мариана Дердерян родилась в Каракасе, Венесуэла, в армянской семье. Переехала в Чили в начале 1990-х со своей старшей сестрой. После окончания средней школы в Сан-Педро Ноласко в сообществе Las Condes, была принята в Университет «Mayor» в Сантьяго, где изучала инженерный бизнес. Во время своего третьего года обучения, Мариана увлеклась профессиональным театром, и поступила в академию Фернандо Гонсалеса.
В конце 2004 года Дердерян пошла на прослушивание в телекомпанию «Canal 13», где была выбрана для участия в сериале «Brujas», где она получила роль Макарены Альтамирано, эмоциональный незрелой девочки.
После окончания университета Дердерян работала над кандидатской диссертацией, которую позже успешно защитила.
В 2006 году она снялась в сериале «Floribella». В 2009 году она получила главную роль в чилийской версии фильма «Я мечтаю о Джинни».

## Фильмография

### Фильмы
- 2007 — Malta con huevo — Mónica

### Сериалы
- 2005 — Brujas — Macarena Altamirano.
- 2005 — Gatas y Tuercas — Carolina Ulloa
- 2006 — Floribella — Florencia González.
- 2007 — Amor por accidente — Britney Urrutia
- 2007 — El Día Menos Pensado — Valentina
- 2009 — Los Ángeles de Estela — Alejandra Andrade
- 2011 — Decibel 110